# زندگی (فیلم ۲۰۰۲)
«زندگی» (انگلیسی: The Life (2002 film)) یک فیلم است که در سال ۲۰۰۲ منتشر شد.